# Tomasz Froelich
Tomasz Mariusz Froelich (Amburgo, 15 ottobre 1988) è un politico tedesco polacco.

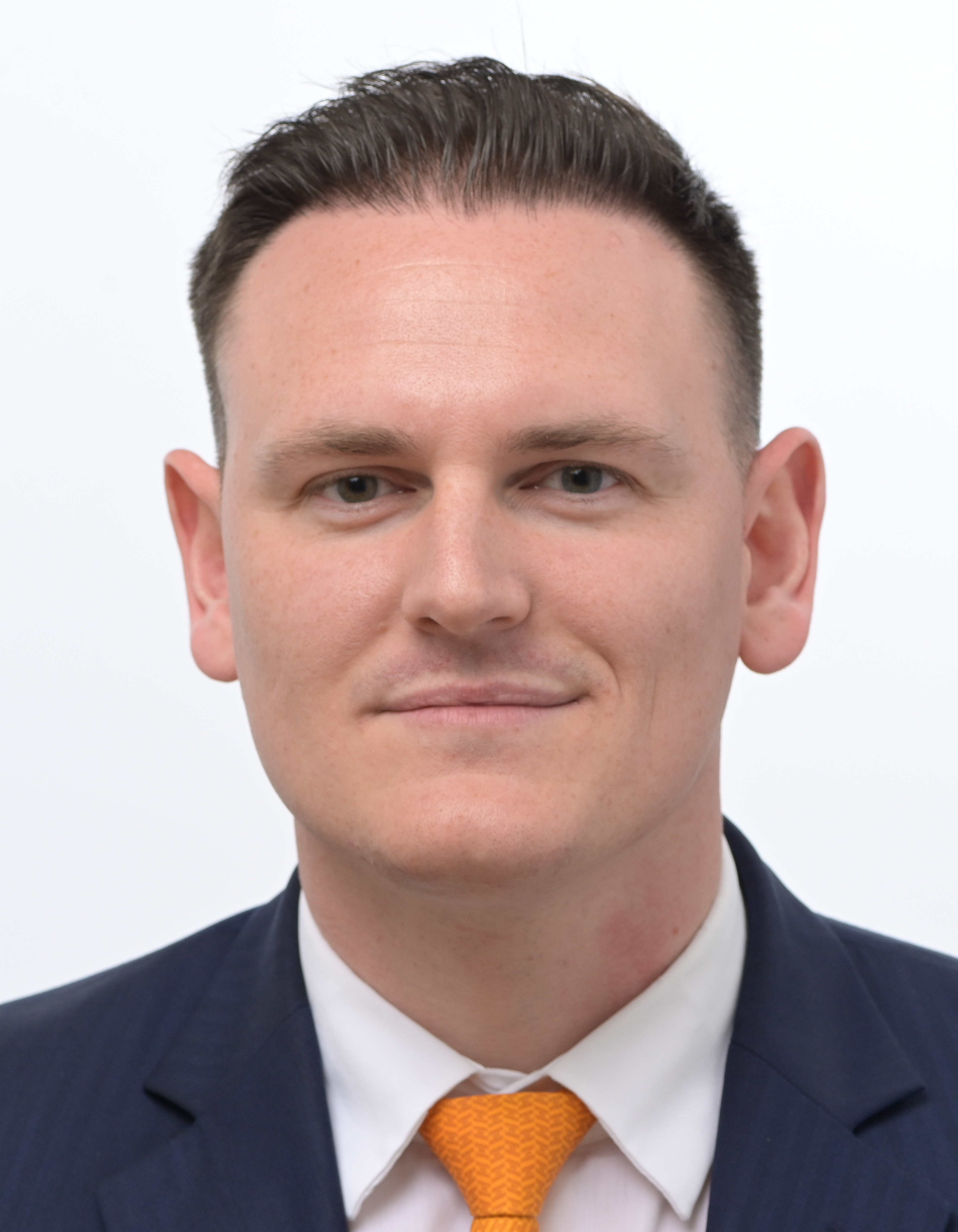
Tomasz Froelich (2024)

Froelich è un esponente dell'AfD e dal 2024 membro del Parlamento europeo, dove è il primo vicepresidente della delegazione dell'AfD. Dal febbraio 2019 è vicepresidente federale della Jungen Alternative für Deutschland (Organizzazione giovanile di AfD)

## Formazione
Froelich è nato ad Amburgo e ha trascorso la sua infanzia lì e a Stettino. Nel 2008 si è laureato al Wilhelm-Gymnasium di Amburgo. Ha poi studiato scienze politiche e sviluppo internazionale all'Università di Vienna e socioeconomia all'Università di Economia e Commercio di Vienna. Durante e dopo gli studi, è stato assistente di ricerca presso l'Istituto austriaco di economia e filosofia sociale di Martin Rhonheimer.

## Carriera politica
Da adolescente, Froelich è stato membro dei Jungen Liberalen (Giovani Liberali tedeschi). Durante i suoi studi, Froelich ha gestito il blog libertario di destra Freitum. Ha pubblicato per media che sono assegnati allo spettro populista e libertario di destra, tra cui eigentümlich frei, Freilich, Krautzone, Junge Freiheit, Blaue Narzisse, Schweizerzeit. Dopo aver completato gli studi, da giugno 2016 in poi ha lavorato come consulente parlamentare del gruppo AfD nel parlamento del Land del Baden-Württemberg. Dopo breve tempo è diventato responsabile dell'ufficio dell'allora leader del partito AfD Jörg Meuthen. Nel 2019 è diventato portavoce stampa della delegazione AfD al Parlamento europeo. Nel febbraio 2019, Froelich è diventato vicepresidente federale della Jungen Alternative für Deutschland. Rimase tale fino al suo scioglimento nel marzo 2025. Dal 2019 al 2021 è stato presidente del Land della Giovane Alternativa di Amburgo. Nel 2022 è diventato consigliere parlamentare del gruppo parlamentare Identità e Democrazia. Nel luglio 2023, Froelich è stato eletto al dodicesimo posto nella lista AfD per le elezioni europee del 2024 alla conferenza federale del partito AfD a Magdeburgo.
Questa posizione nella lista lo ha portato al Parlamento europeo nel 2024, dove è il primo vicepresidente della delegazione AfD. È membro del gruppo Europa delle Nazioni Sovrane e suo portavoce presso la Commissione per i Diritti Umani (DROI). È inoltre membro supplente della Commissione Affari Esteri (AFET) e della Commissione Sviluppo (DEVE). È inoltre membro della Delegazione per le relazioni con l'Asia Centrale (DCAS), della Delegazione all'Assemblea Parlamentare Euronest (DEPA), della Delegazione all’Assemblea parlamentare paritetica Africa-Caraibi-Pacifico - UE (DACP) e della Delegazione all'Assemblea Parlamentare Africa-UE (DAFR). È membro supplente della Delegazione alla Commissione di Associazione Parlamentare UE-Ucraina (D-UA) e della Delegazione all'Assemblea Parlamentare Pacifico-UE (DPAC).
Nel giugno 2025 è stato eletto uno dei due vicepresidenti dell'associazione distrettuale AfD Ortenau.

## Posizioni
In un'intervista al quotidiano ungherese conservatore di destra Magyar Hírlap, Froelich ha affermato di ritenere essenziale che nei prossimi anni emerga una destra autenticamente europea, che consideri l'Europa un attore indipendente sulla scena politica mondiale e non cerchi di essere né una sfera d'azione americana né una sfera d'interesse russa. Perché ciò accada, è necessario superare anacronistici risentimenti nazional-sciovinisti. Nell'emergente ordine mondiale multipolare, è necessario anche un polo europeo, ha sostenuto Froelich. Pertanto, è necessaria un'inversione di rotta cooperativa della politica europea, che persegua la riconciliazione con Russia, Cina, Stati Uniti e persino l'Iran, principalmente attraverso una politica estera orientata agli interessi. A suo avviso, Viktor Orbán è l'unico capo di governo europeo ad averlo compreso. Guardando al futuro, gli europei devono garantire la pace nel loro continente in modo indipendente e non attraverso una presenza americana. L'Europa, ha sostenuto, è stata americanizzata sia istituzionalmente che culturalmente dopo la Seconda Guerra Mondiale. I discorsi etnici e culturali degli Stati Uniti sono stati trasferiti all'UE. Il multiculturalismo e l’ideologia di genere sono eccessi di questo, secondo Froelich, che esige: “Possiamo connetterci alla nostra vera immagine di noi stessi e riscoprire i corrispondenti valori europei solo se eliminiamo le importazioni liberali di sinistra dall’estero e superiamo finalmente questa colonizzazione intellettuale dell’Europa”.
Secondo Froelich, un ordine mondiale multipolare offre opportunità: "Unipolarità significa dominio degli Stati Uniti, terrore arcobaleno, multiculturalismo, sentimento anti-bianco e interventismo bellico per interessi stranieri in nome dei valori occidentali, con una simultanea perdita di autonomia a spese dei popoli d'Europa. Multipolarità significa che le potenze regionali decidono da sole cosa è valido e cosa non accade nelle loro regioni. Questo vale anche per l'Europa". Da ciò, Froelich non deriva uno "scambio dell'egemone americano con quello cinese o russo", ma piuttosto "la nostra forza e la nostra sovranità". Dobbiamo emanciparci dagli Stati Uniti e costruire la nostra architettura di sicurezza europea senza diventare un protettorato russo. Froelich rifiuta la politica estera basata sui valori dell'Occidente come "interventista, aggressiva e arrogante". Egli auspica invece una politica estera guidata dagli interessi, che richiede anche di parlare con attori i cui valori non si condividono necessariamente: “La diplomazia è più di una semplice festa in cui si prende un caffè tra persone che la pensano allo stesso modo”.
In un'intervista al portale online francese di destra Breizh-Info, Froelich si è espresso a favore della reimmigrazione . La definisce come "il rimpatrio di coloro che risiedono illegalmente in Germania e/o sono criminali e/o culturalmente incompatibili nel quadro delle nostre leggi, o che lo fanno volontariamente attraverso sistemi di incentivi ancora da sviluppare, al fine di fermare la migrazione di sostituzione". Purtroppo, l'AfD non è riuscita a definire il termine "reimmigrazione" in modo più dettagliato, consentendo ai media mainstream di definire questo termine e successivamente di pervertirlo al punto che la reimmigrazione è ora interpretata come sinonimo di espulsione e deportazione, ha affermato Froelich. Questo deve essere corretto.
Froelich mette in discussione la legge tedesca sull'asilo. Sostiene che è unica al mondo e risale a un'epoca in cui le persone non erano ancora così mobili. Per questo motivo, e dato lo sviluppo demografico nel "Terzo Mondo", è "in qualche modo anacronistica", sostiene Froelich. I campi di accoglienza per i richiedenti asilo dovrebbero essere istituiti al di fuori dell'Europa perché sono più economici e possono ospitare più persone.

## Vita Privata
roelich giocò per il VfL 93 Hamburg nell'allora quarta divisione del campionato di calcio Oberliga Nord e fu nominato per la nazionale polacca U18 insieme a Robert Lewandowski nel 2006.

## Premi
- 2012: Premio Roland-Baader per il suo blog Freitum